# Waiting for the Twilight
Waiting for the Twilight – pierwszy studyjny album francuskiego zespołu Nightmare wydany we wrześniu 1984. Album łączy heavy metal z power metalem. Płyta została wydana ponownie w roku 1999 przez Brennus Records.

## Lista utworów
1. ”Trust a Crowd” -	04:12
2. ”Waiting for the Twilight” -	03:43
3. ”Too Late” -	04:19
4. ”Royal Death” -	03:10
5. ”Drive Down to Hell” -	04:12
6. ”Lord of the Sky” -	04:41
7. ”The Legend” -	04:08
8. ”Fool on the Scene” -	04:17

## Wykonawcy
- Christophe Houpert - wokal
- Nicolas De Dominicis - gitara
- Jean Stripolli - gitara
- Yves Campion - gitara basowa
- Jo Amore - perkusja